# (23178) Ghaben
(23178) Ghaben est un astéroïde de la ceinture principale d'astéroïdes.

## Description
(23178) Ghaben est un astéroïde de la ceinture principale d'astéroïdes. Il fut découvert le 28 mai 2000 à Socorro (Nouveau-Mexique) par le projet LINEAR. Il présente une orbite caractérisée par un demi-grand axe de 2,26 UA, une excentricité de 0,09 et une inclinaison de 3,2° par rapport à l'écliptique.

## Compléments